# Corrado Giaquinto

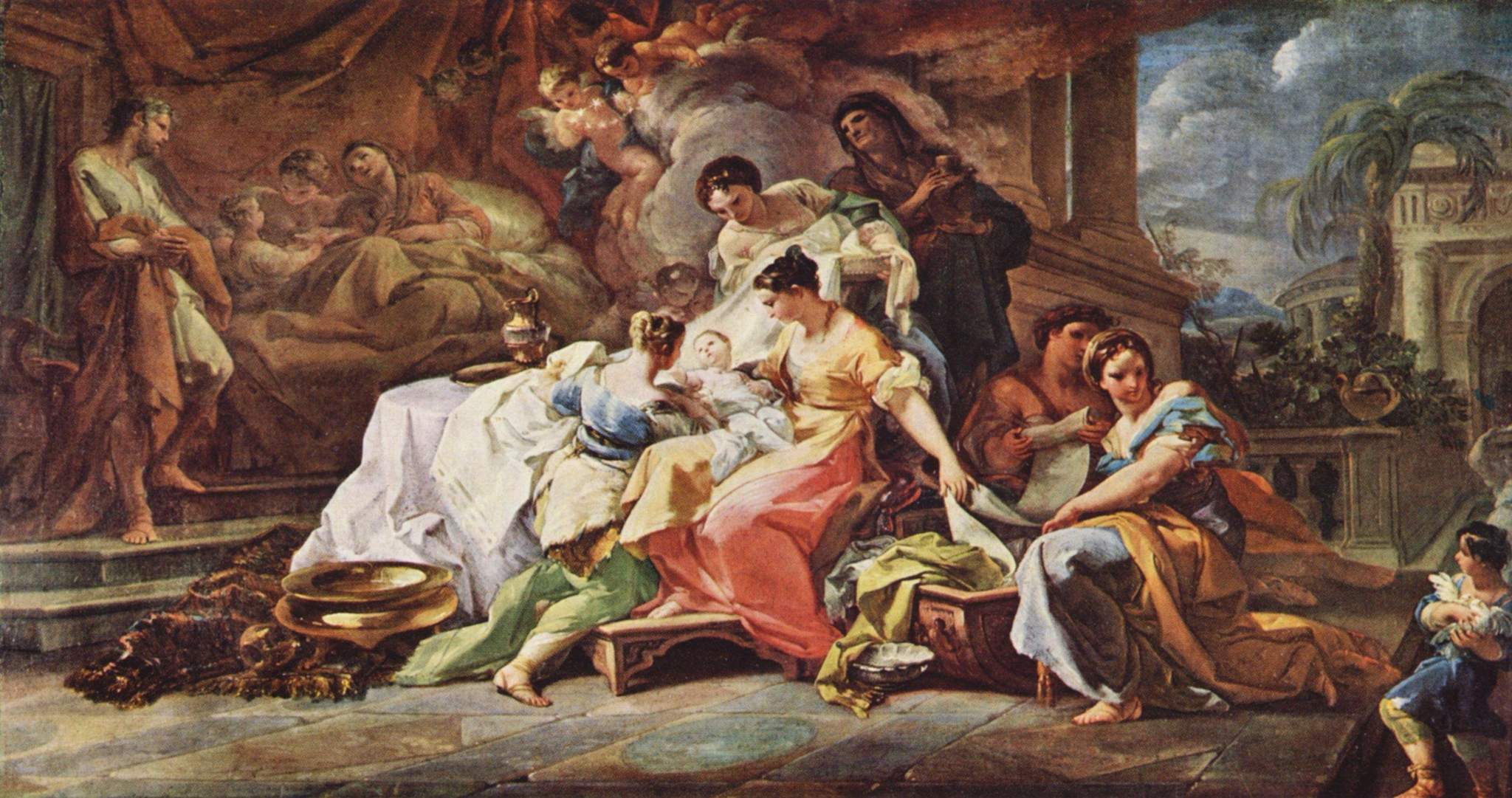
El nacimiento de María, de Corrado Giaquinto (Oxford, Christ Church Collection).

Corrado Giaquinto (Molfetta, provincia de Bari, 8 de febrero de 1703-Nápoles, 18 de abril de 1766) fue un pintor italiano del rococó.

## Biografía
Nacido al norte de Bari, en Molfetta, Giaquinto fue alumno de Francesco Solimena y de Sebastiano Conca. Conoció una carrera internacional muy brillante, viajando mucho: fue así llamado a la corte de España entre 1753 y 1762 para realizar trabajos en los palacios reales de Madrid, del Escorial y de Aranjuez. Allí sería nombrado pintor de cámara, director general de la Real Academia de Bellas Artes de San Fernando (diciembre de 1753) y director artístico de la Real Fábrica de Tapices de Santa Bárbara. A la Academia regalaría un óleo de la Alegoría de la Paz y la Justicia que sería una versión de la pintada anteriormente para el rey.

## Obras
Realizó un fresco destinado a la Basílica de la Santa Cruz de Jerusalén de Roma, representando a Moisés rompiendo la roca. Esta composición, pintada para el jubileo de 1750 y hoy en día perdida, nos es conocida por un proyecto conservado en la National Gallery de Londres. 
Su retrato del castrato Farinelli, conservado en el conservatorio de Bolonia, es igualmente una de sus obras maestras.
Realizó los frescos de la iglesia romana de San Nicolás de los Loreneses.
El Museo del Prado, conserva un nutrido repertorio de obras de Giaquinto, entre los que destaca la primera versión del lienzo de la Real Academia, o dos paisajes (paisaje con cascada y paisaje con cazadores), muy poco frecuentes dentro de su producción artística, que provienen del antiguo palacio del Buen Retiro, además del lienzo de carácter mitológico el sacrificio de Ifigenia. Otros museos con obra suya son el Museo de Zaragoza o el Museo Cerralbo.
Tuvo por discípulos a José del Castillo y Antonio González Velázquez que a su vez guiaría a Mariano Salvador Maella. Su trabajo en España fue, al igual que el de Giambattista Tiepolo, una influencia decisiva para Goya.

## Galería

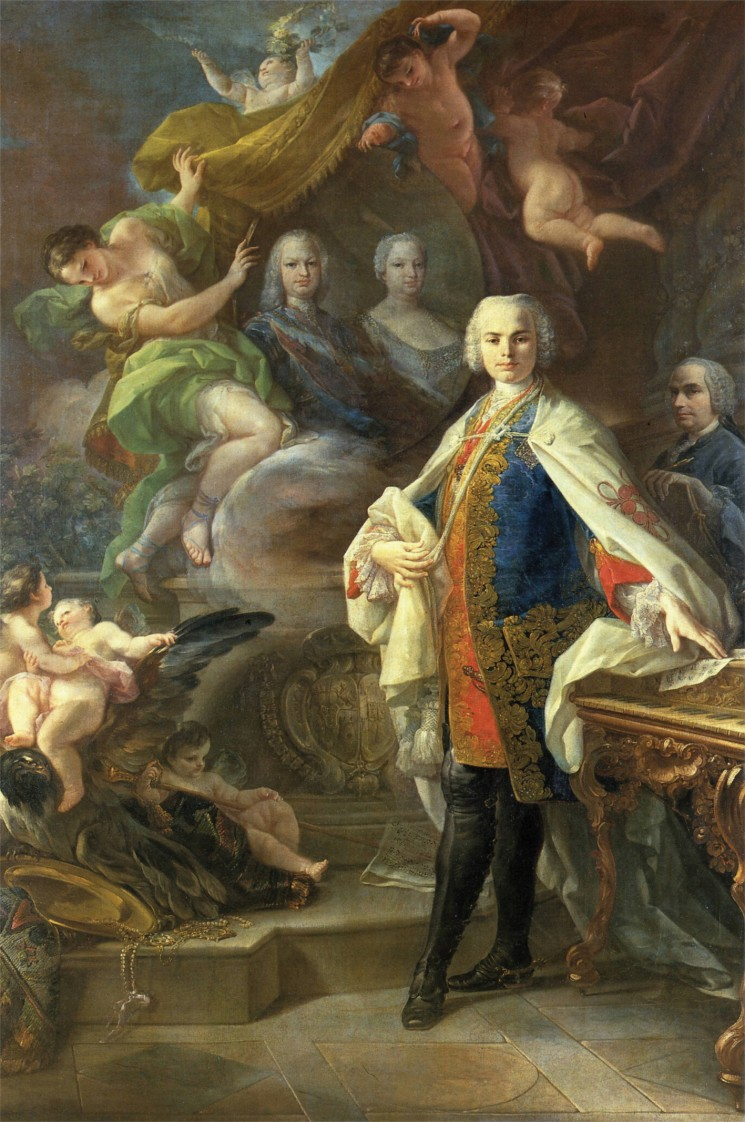
Retrato de Farinelli, 1753, Pinacoteca Nacional de Bolonia
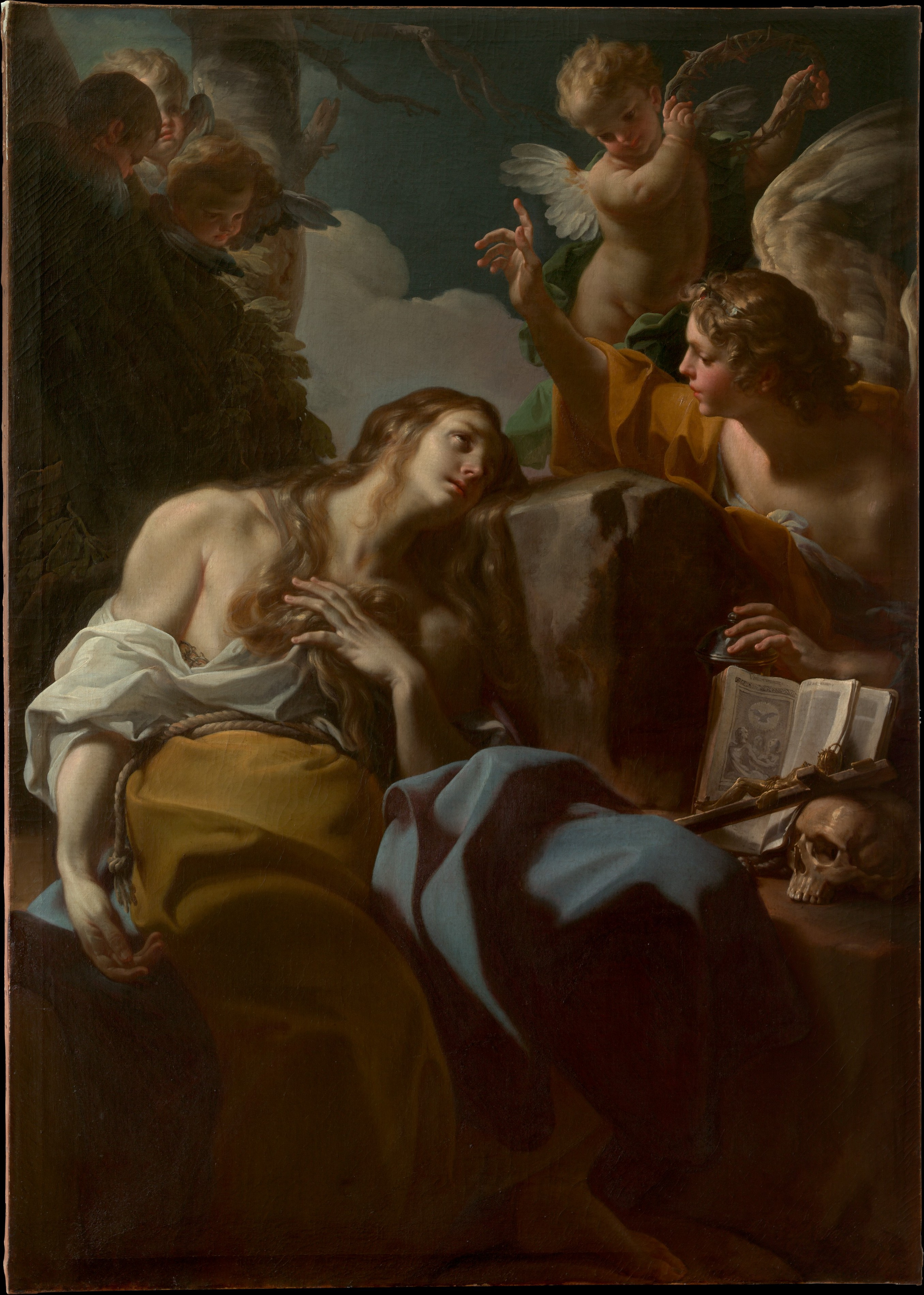
Magdalena penitente, 1750, Museo Metropolitano de Arte, Nueva York
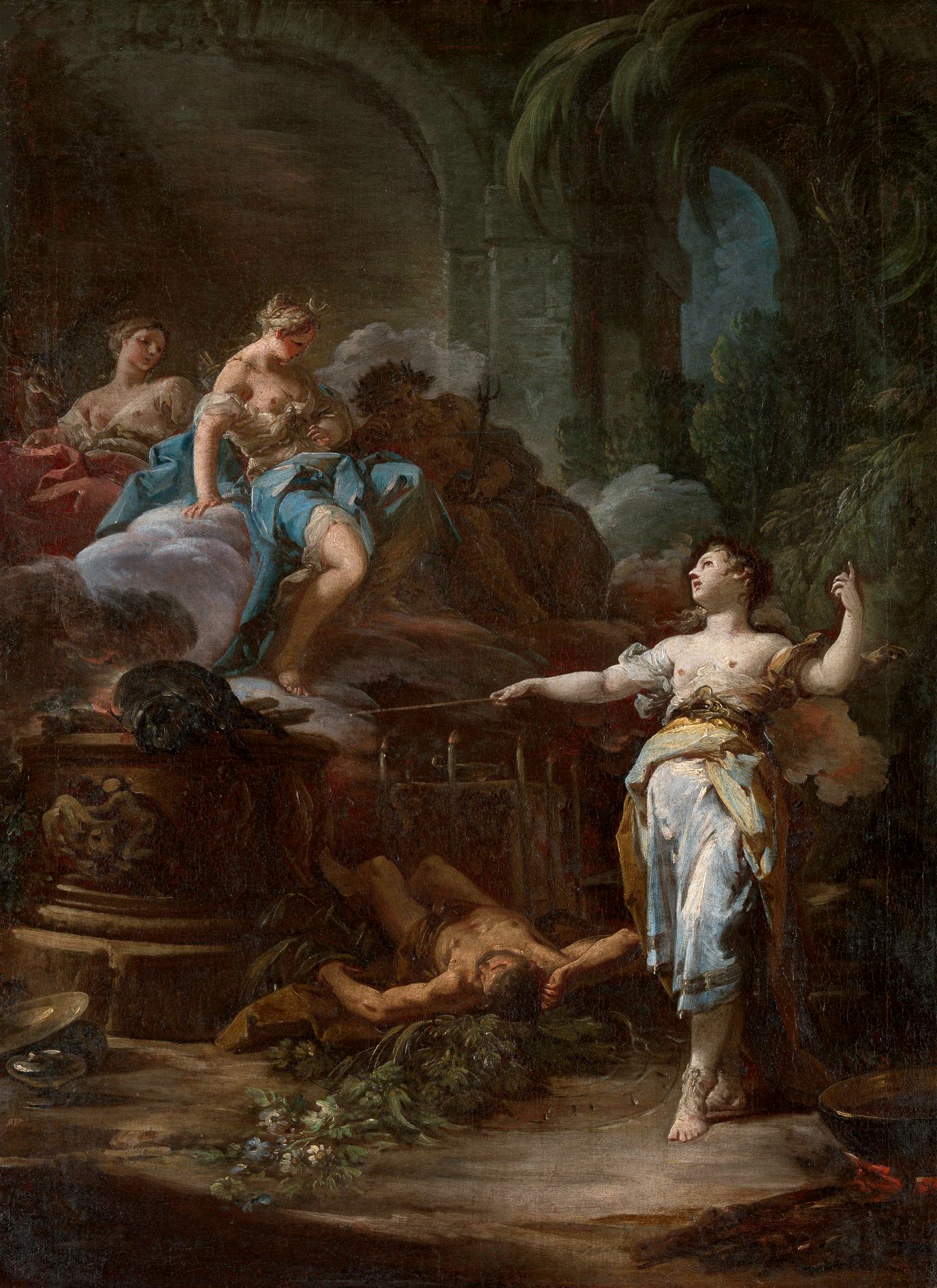
Medea rejuvenece a Exon, 1760, Museo Metropolitano de Arte, Nueva York
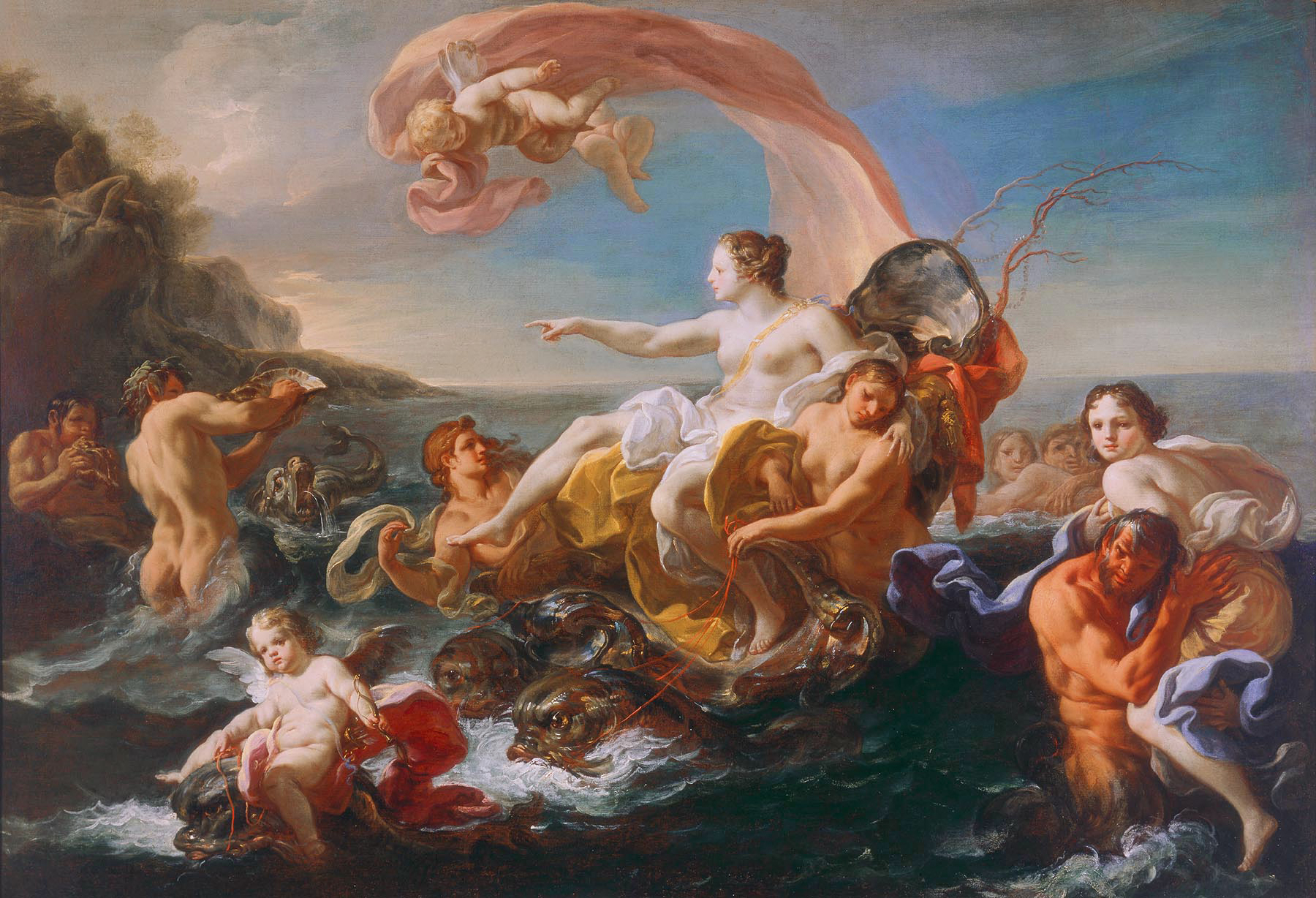
El triunfo de Galatea, 1752, Museo de Arte de Milwaukee
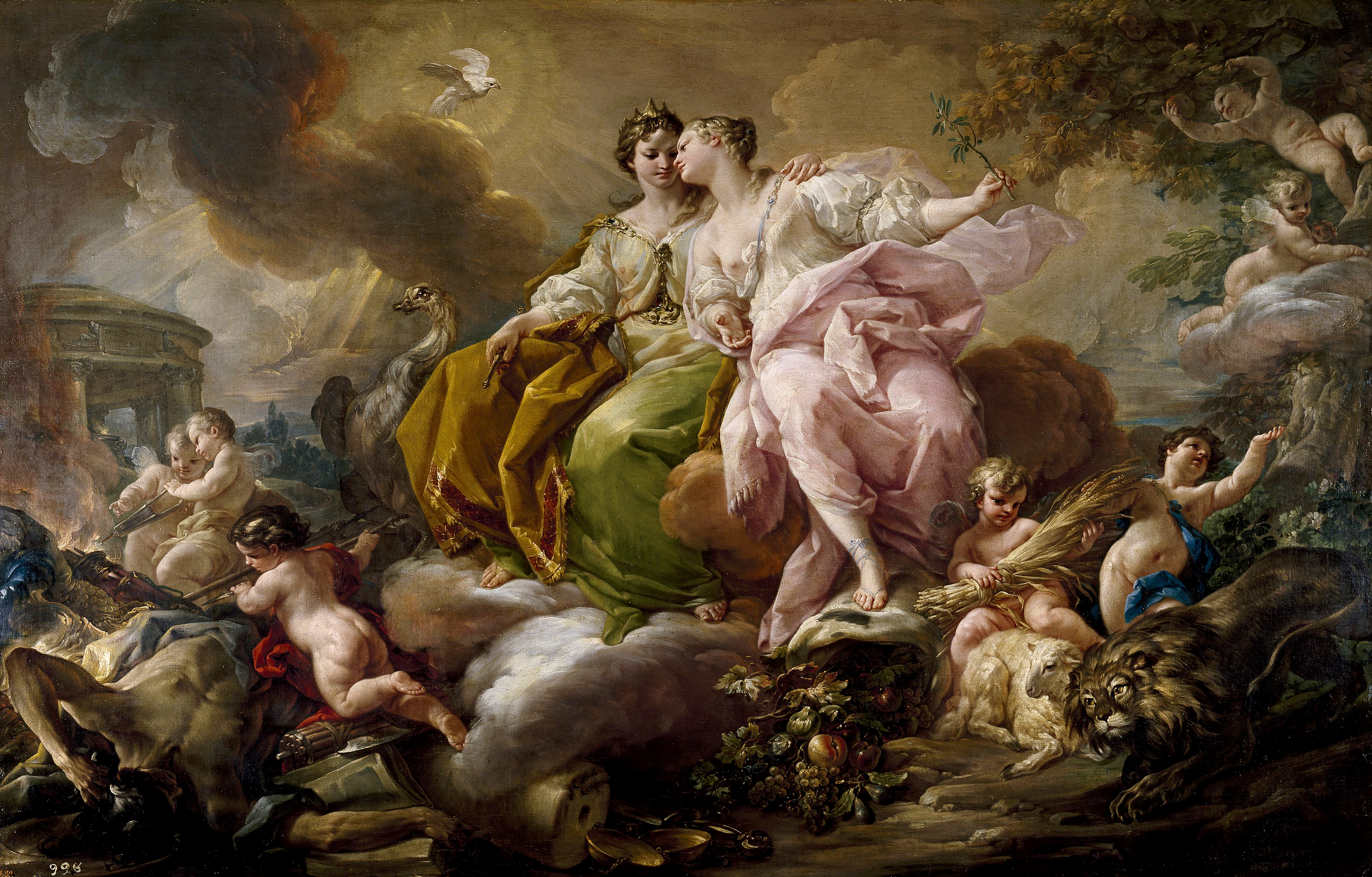
Alegorías de la justicia y la paz, 1754, Museo Nacional del Prado, Madrid
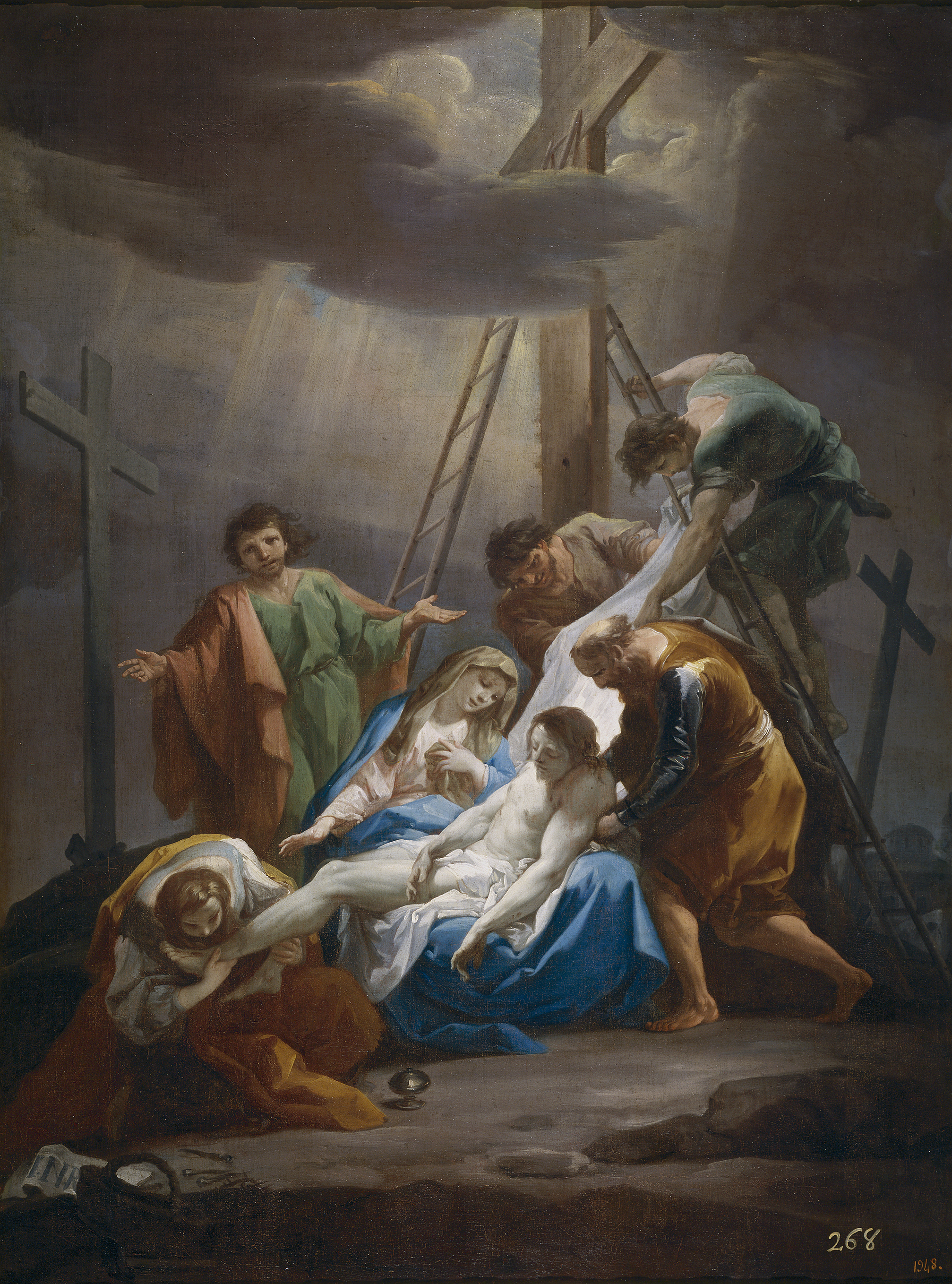
El Descendimiento, 1760, Museo Nacional del Prado, Madrid
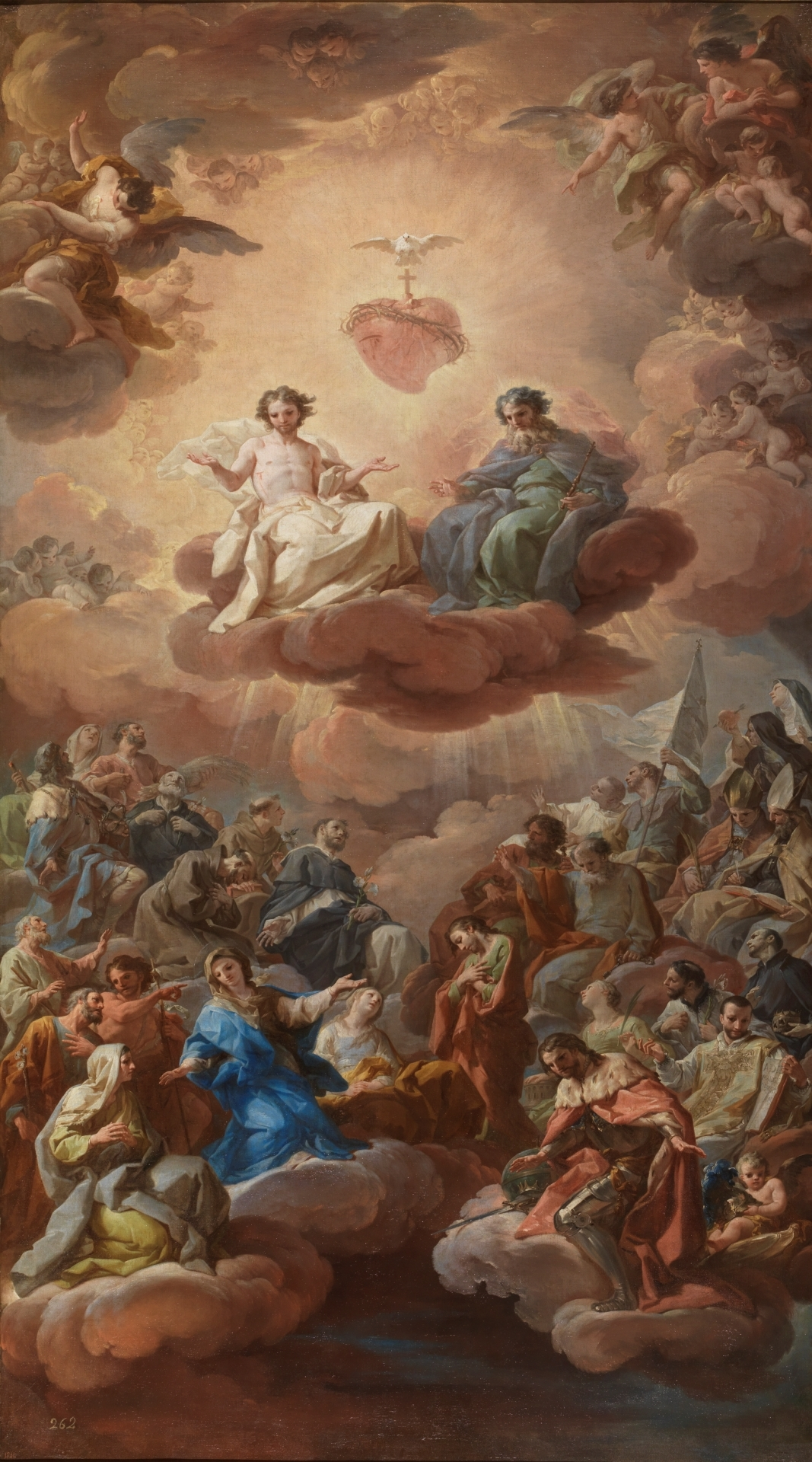
Santísima Trinidad y Sagrado Corazón de Jesús, por el oratorio del Buen Retiro, 1759, Museo Nacional del Prado, Madrid
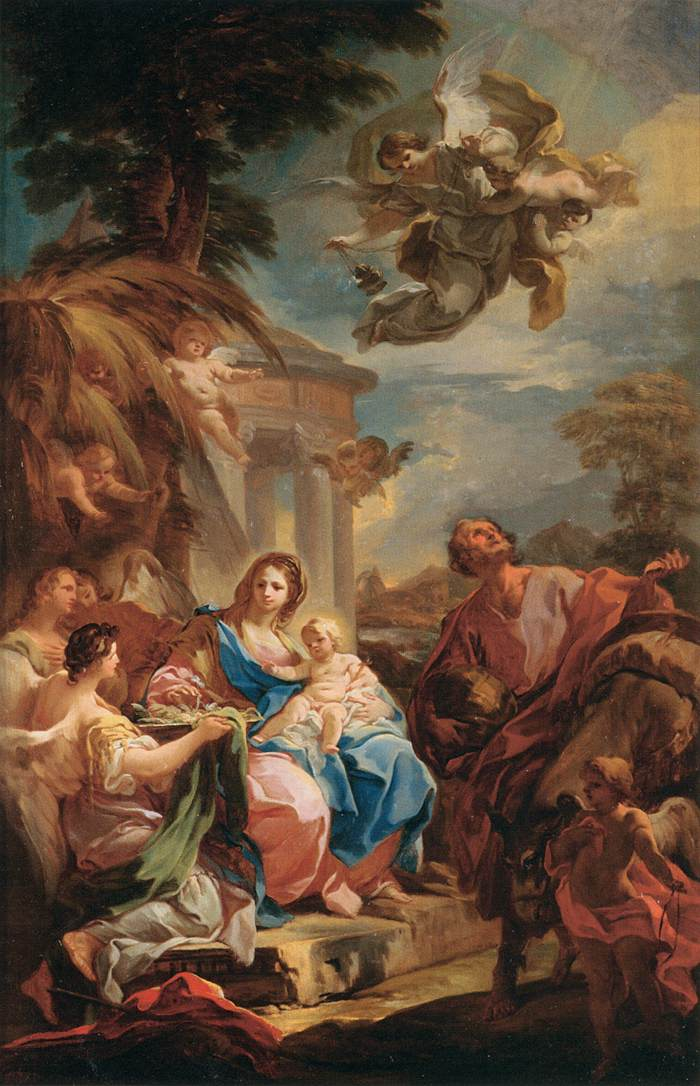
Descanse en la huida a Egipto, 1742, Museo del Louvre, París
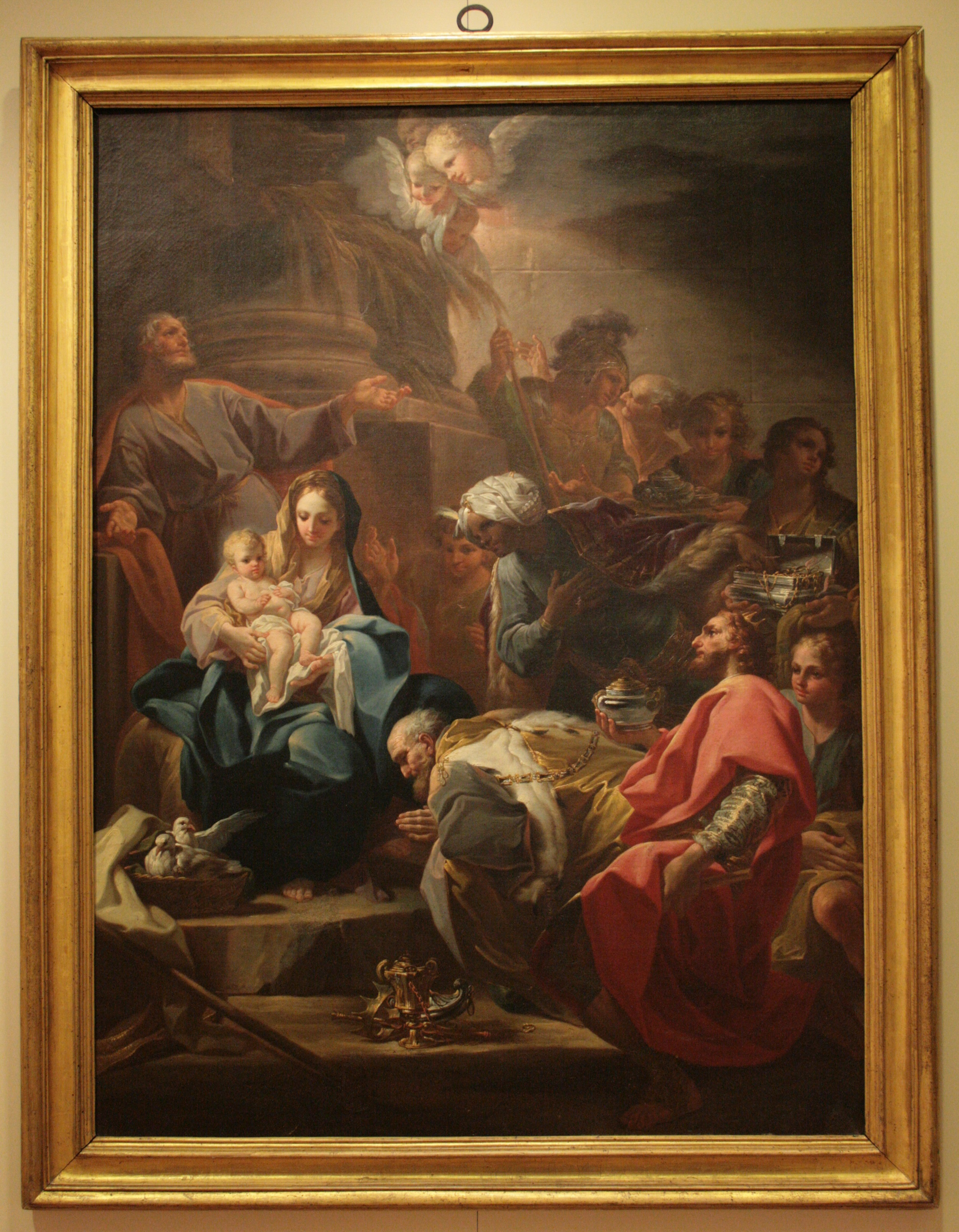
Adoración de los Magos, 1750, Museo de Bevagna
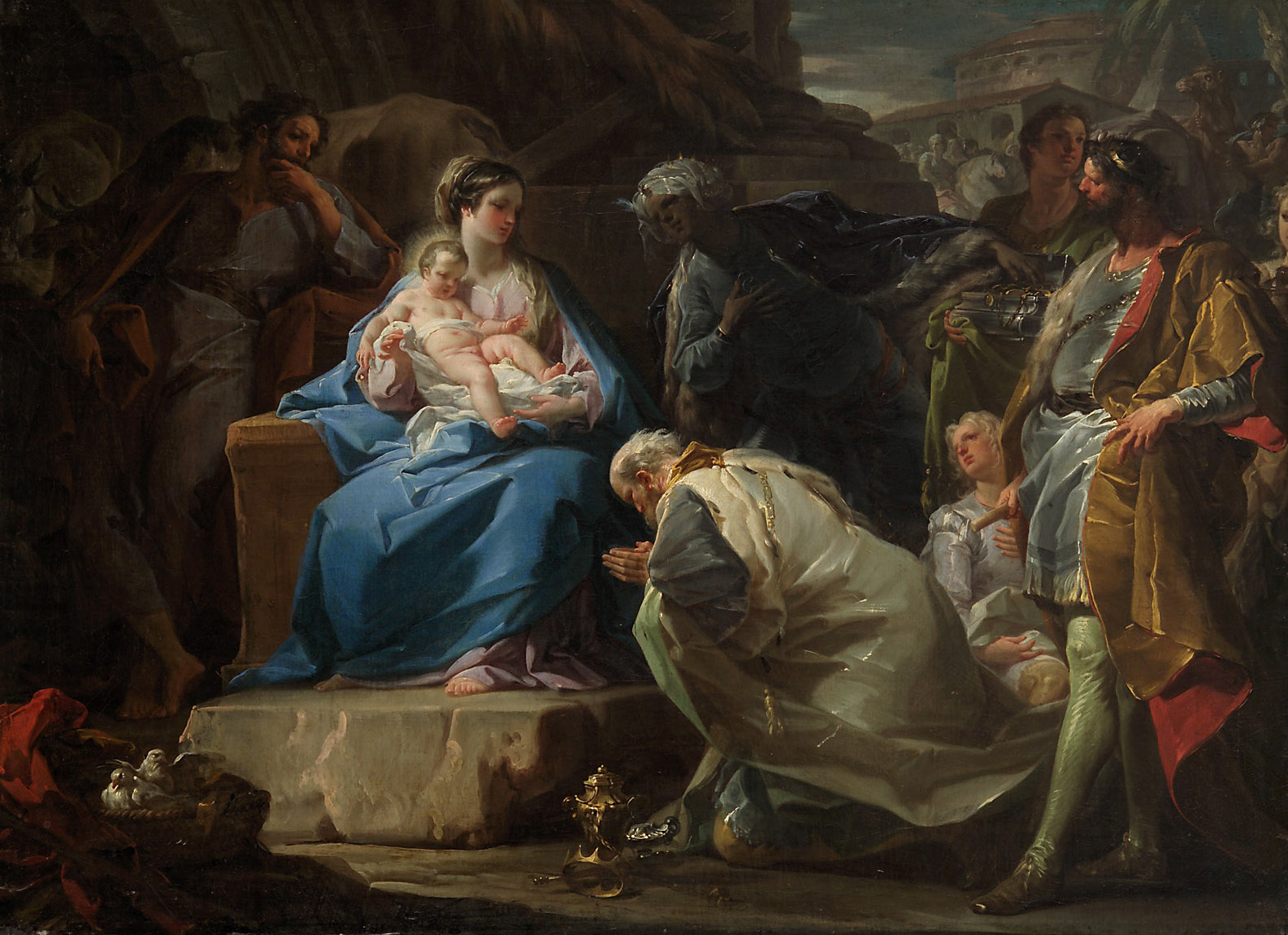
Adoración de los Magos, 1740-45, Museo de Historia del Arte de Viena
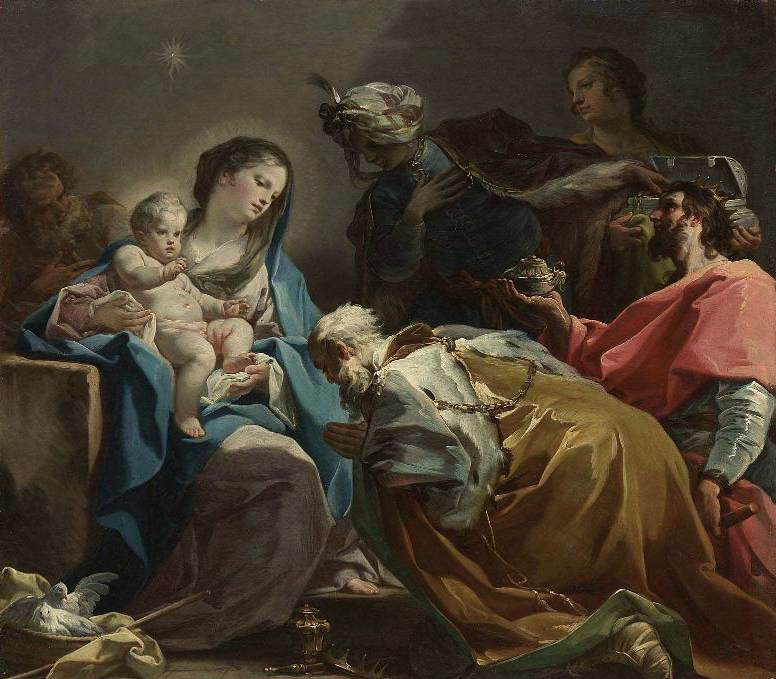
Adoración de los Magos, 1725, Museo de Bellas Artes de Boston
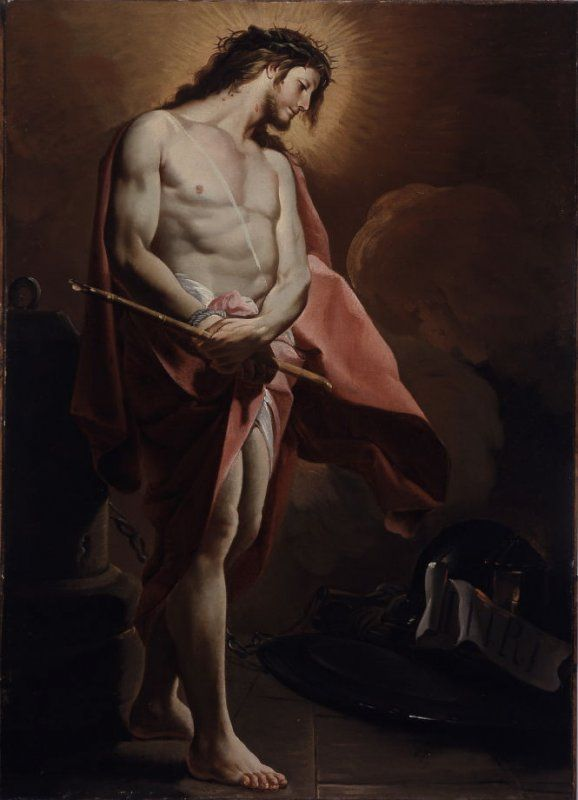
Cristo en la columna, Museo de Bellas Artes de San Francisco
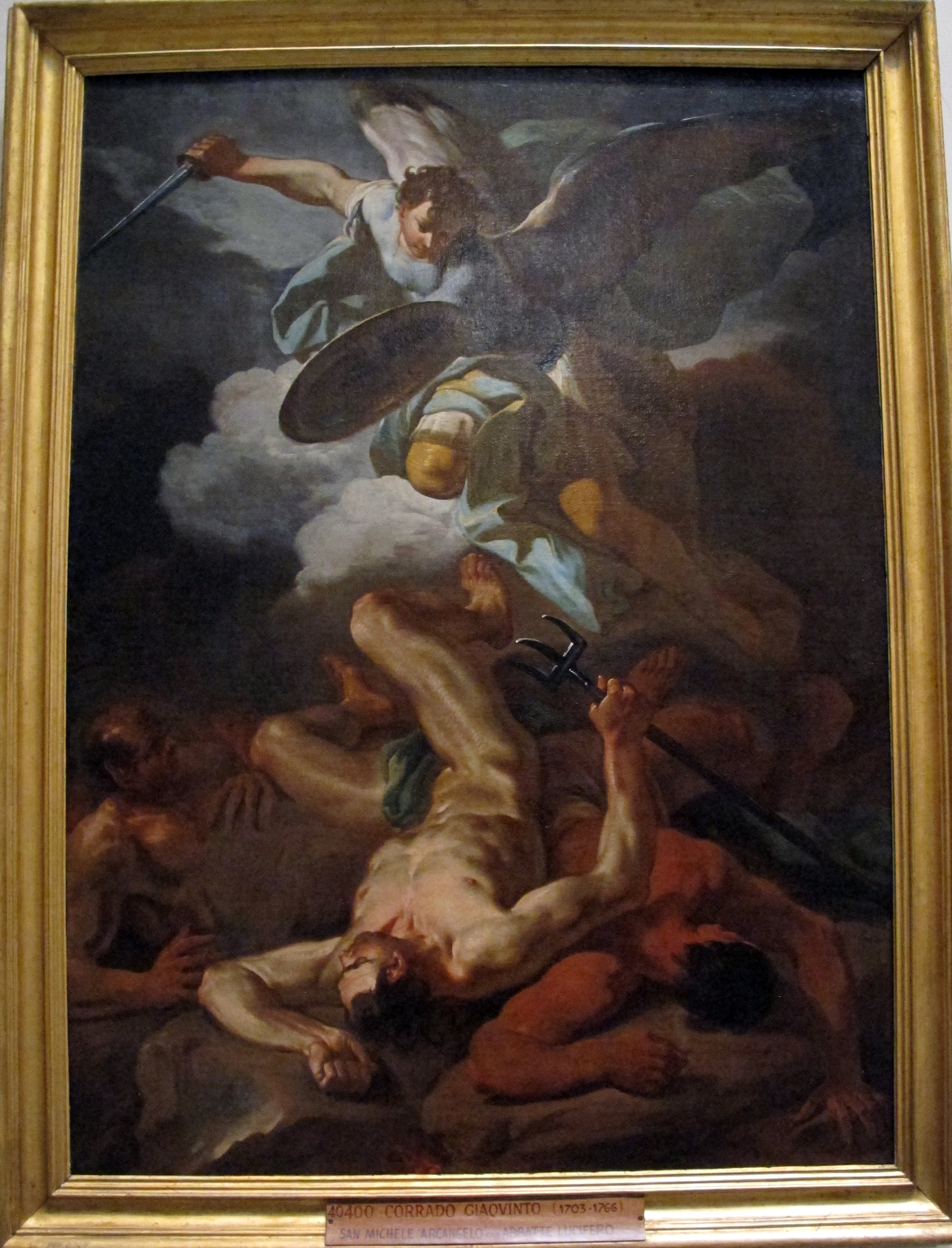
San Michele y el diablo, 1735, Museos Vaticanos
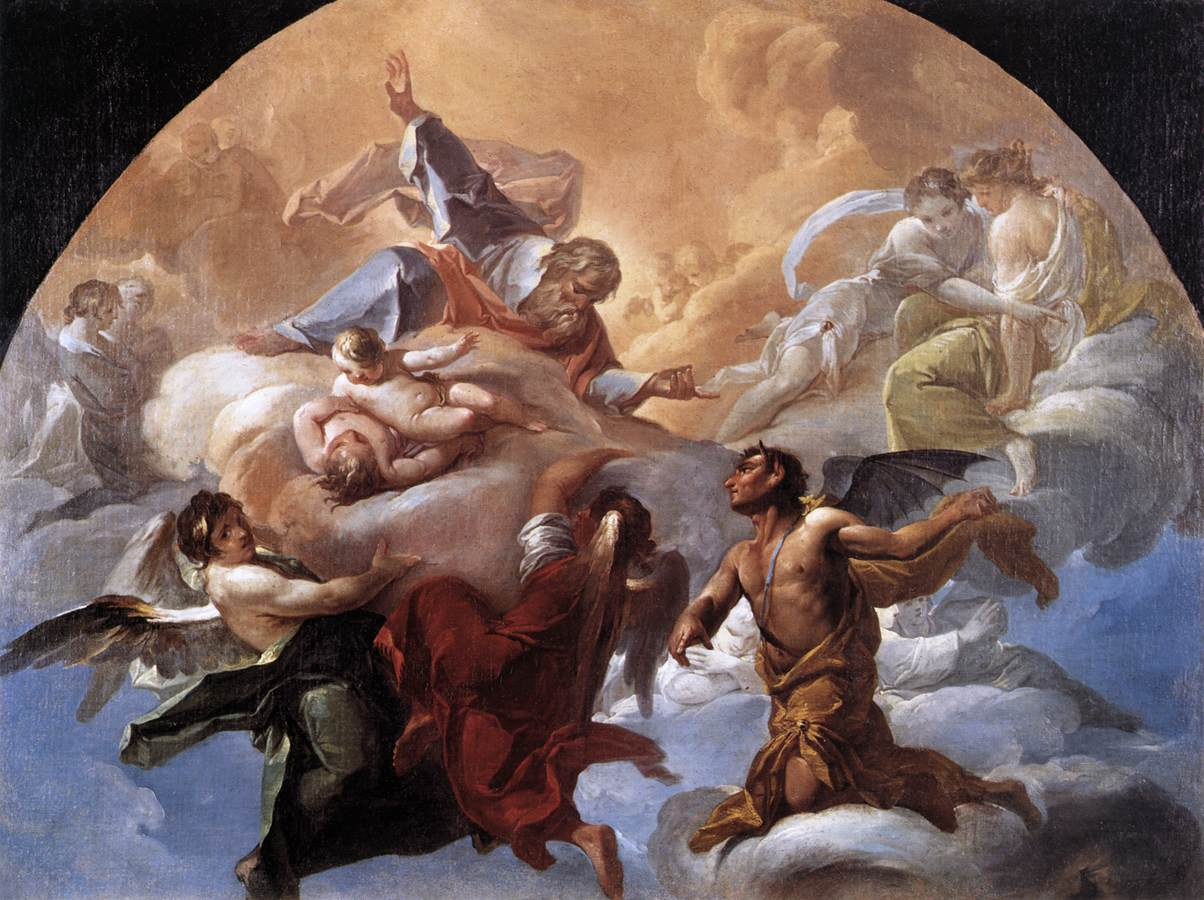
Satanás ante el Señor, 1750, Museos Vaticanos
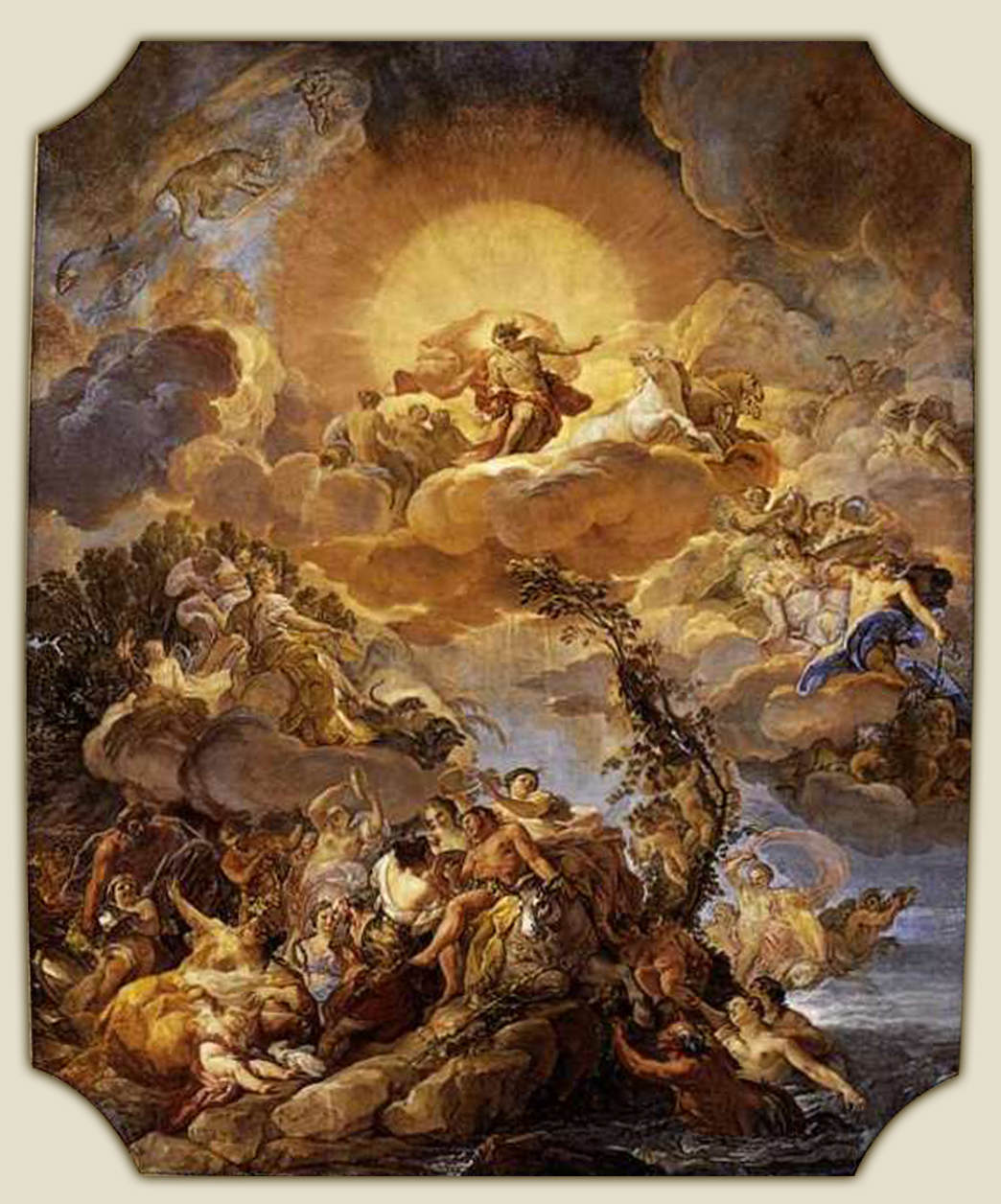
El nacimiento del sol y el triunfo de Baco, fresco, 1762, Palacio Real de Madrid
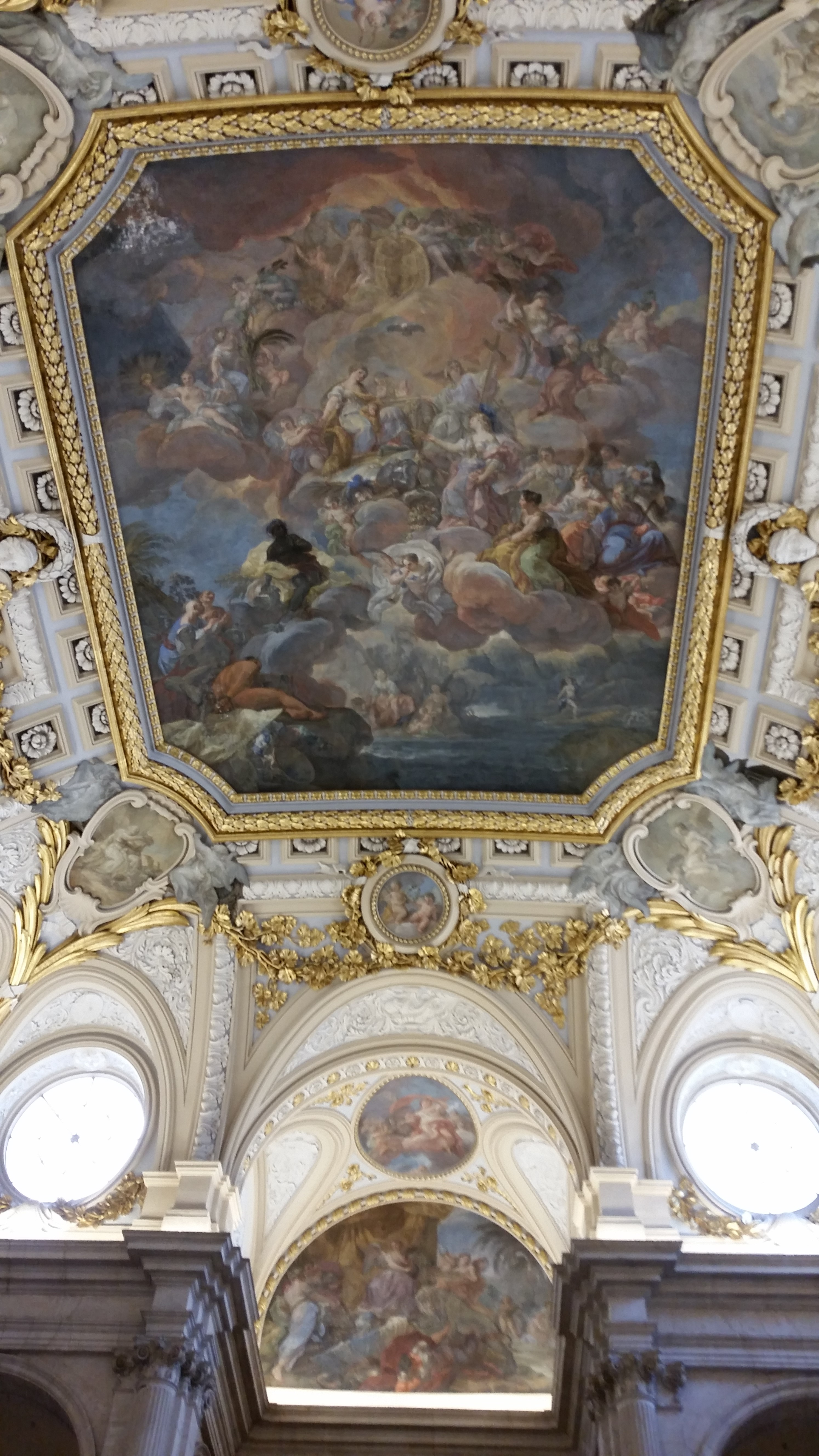
La monarquía española que rinde homenaje a la Religión fresco en la escalera del Palacio Real de Madrid
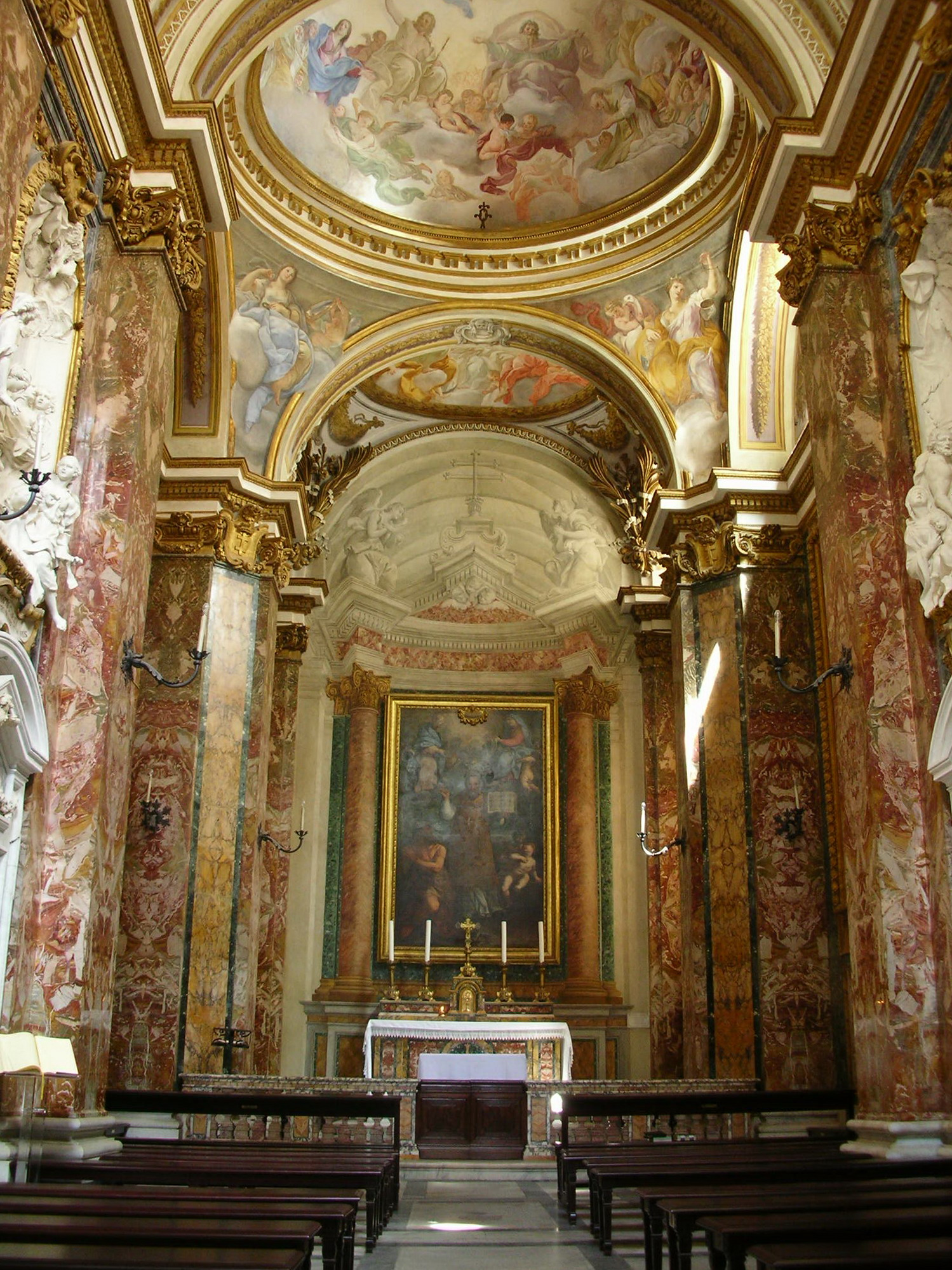
interior con frescos , 1731, iglesia de San Nicolás de los Loreneses, Roma
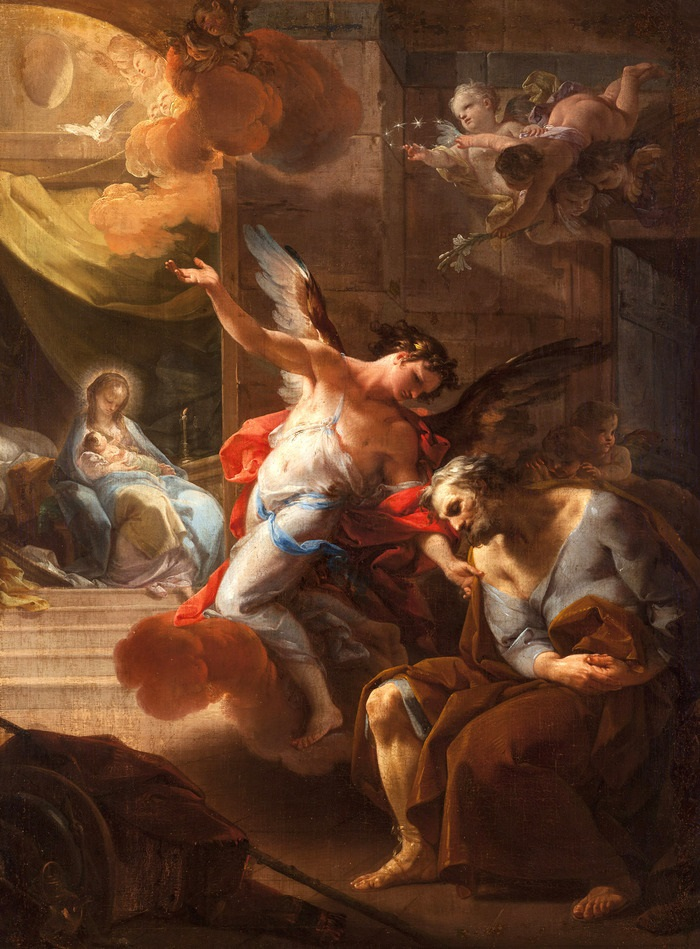
Sueño de San José, 1755-60, Museo Goya - Colección Ibercaja - Museo Camón Aznar, Zaragoza
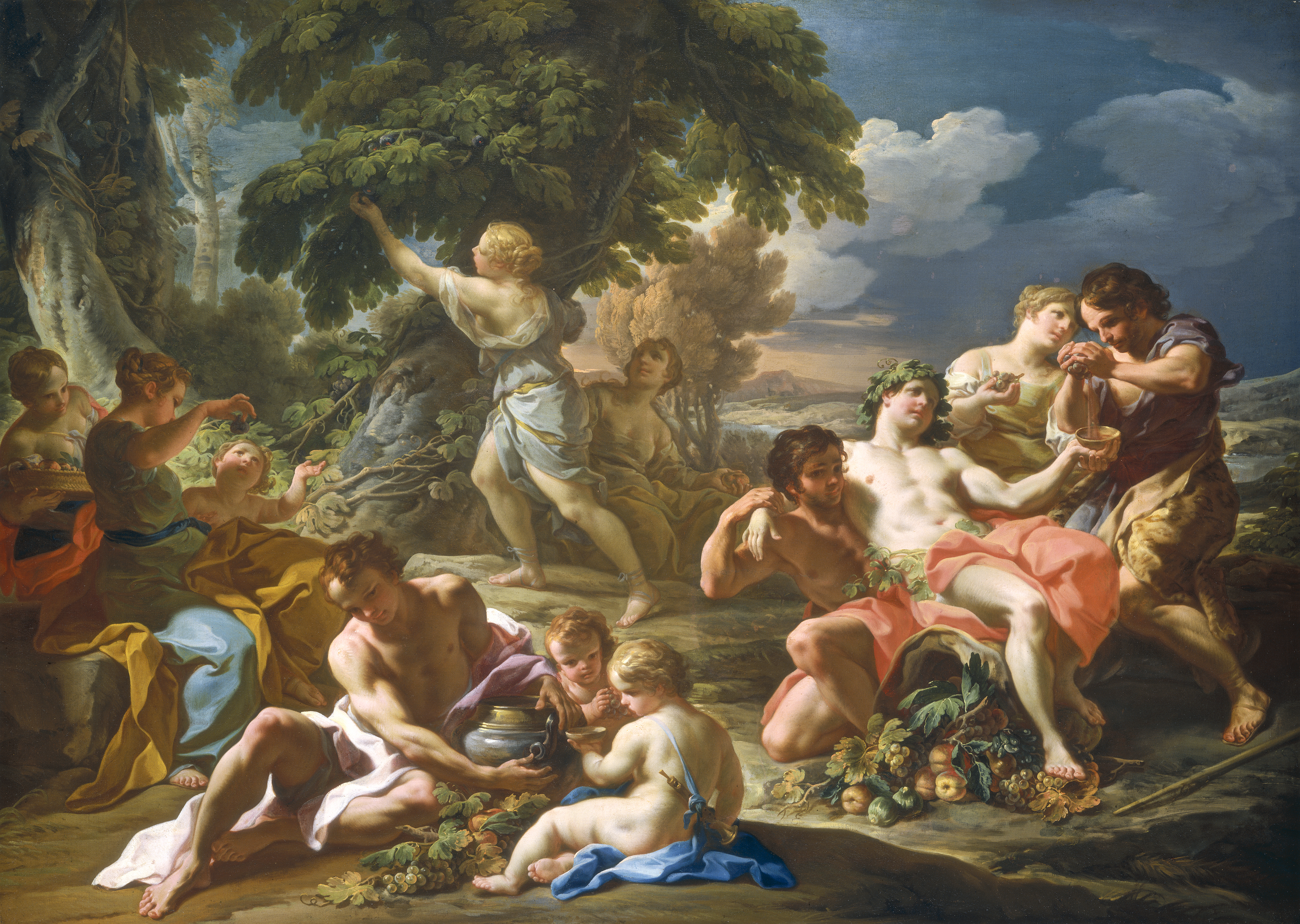
Otoño, 1740-1750, Galería Nacional de Arte, Washington D. C.
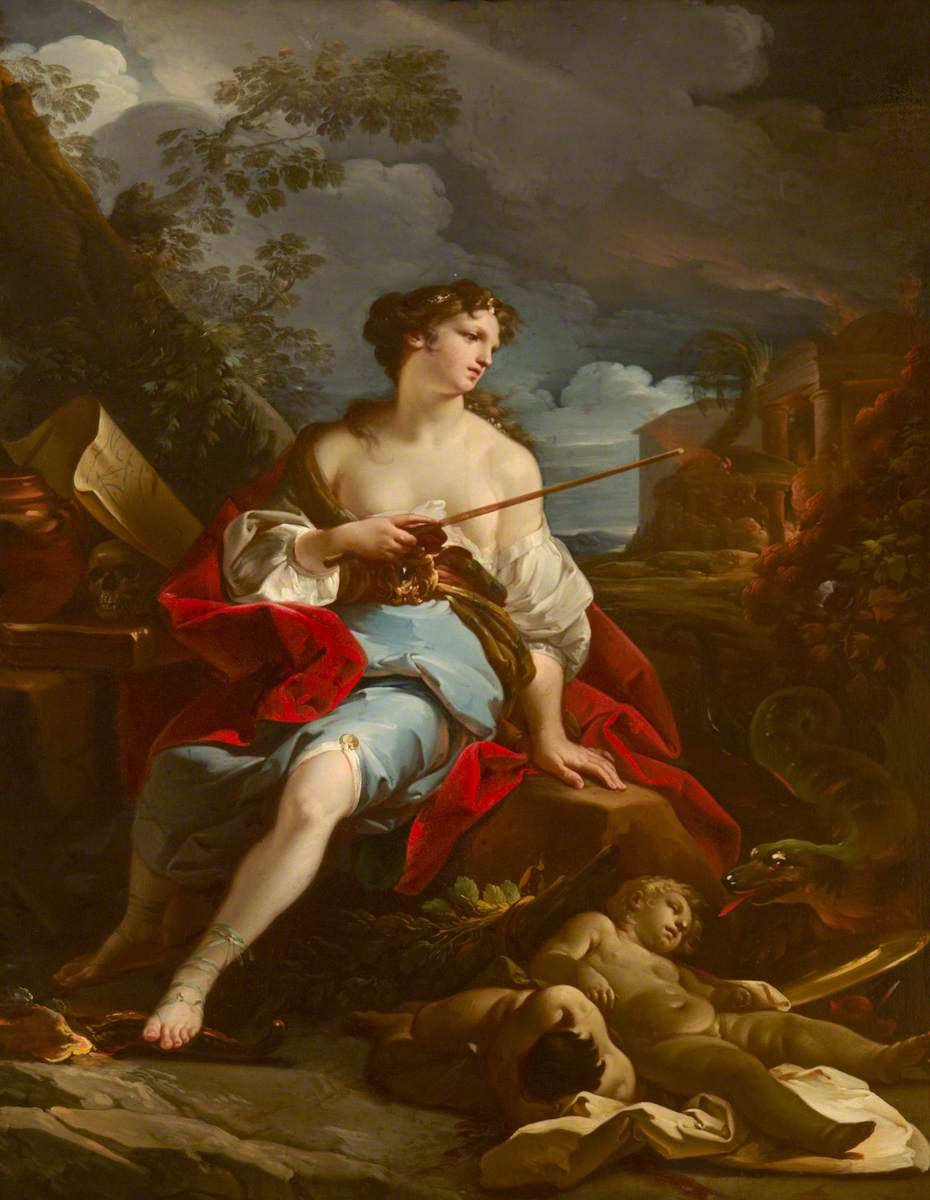
Medea, 1750-52, National Trust, Hinton Ampner
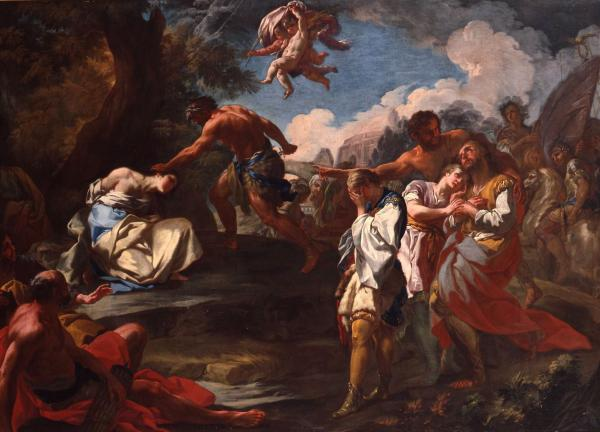
Martirio de los santos Mario, Marta, Audifax y Abacus, 1750, Musée Fesch, Ajaccio
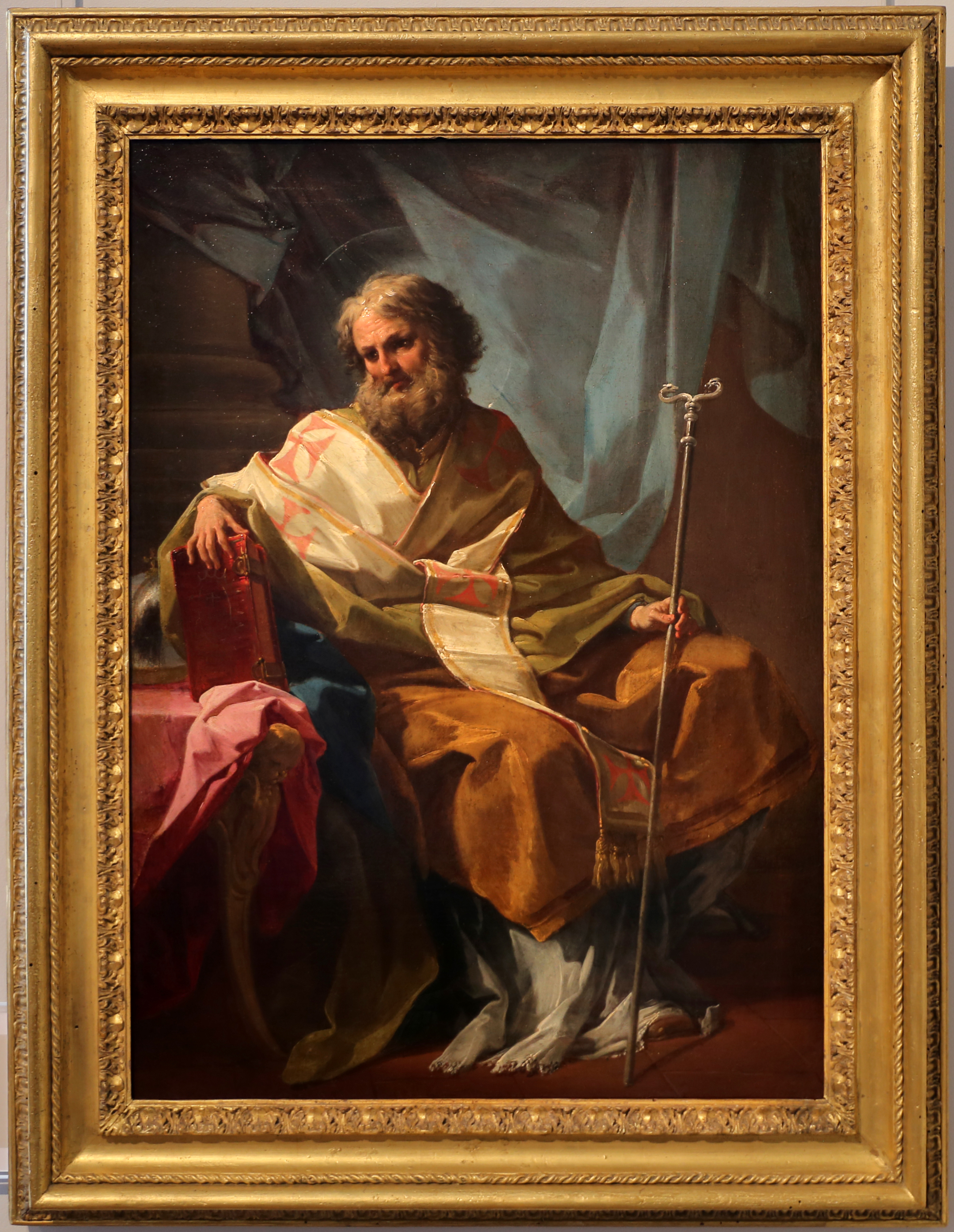
San Nicolás de Bari, Musée Fesch, Ajaccio